# Tổng cục Phát thanh Truyền hình Quốc gia (Trung Quốc)
Tổng cục Phát thanh Truyền hình Quốc gia (tiếng Trung giản thế: 国家广播电视总局, bính âm Hán ngữ: Guójiā xīnwén chūbǎn guǎngdiàn, viết tắt: NRTA), trước đây là Tổng cục Phát thanh, Điện ảnh và Truyền hình Trung Quốc (SARFT) và Tổng cục Báo chí, Xuất bản, Phát thanh, Điện ảnh và Truyền hình Trung Quốc (SAPPRFT), là cơ quan điều hành cấp Bộ trực thuộc Quốc vụ viện Cộng hoà Nhân dân Trung Hoa. Nhiệm vụ chính là quản lý và giám sát các doanh nghiệp nhà nước tham gia vào các ngành công nghiệp truyền hình và phát thanh.
Trực tiếp kiểm soát các doanh nghiệp nhà nước ở cấp quốc gia như Đài truyền hình Trung ương Trung Quốc, Đài phát thanh quốc gia Trung Quốc, Đài Phát thanh Quốc tế Trung Quốc, cũng như các hãng phim điện ảnh và truyền hình khác và các tổ chức phi sự kinh doanh khác.

## Lịch sử
Năm 1986, Bộ Văn hóa Điện ảnh và Bộ Phát thanh và Truyền hình sáp nhập để thành lập Bộ Phát thanh, Điện ảnh và Truyền hình. Ngày 25 tháng 6 năm 1998, Bộ Phát thanh, Điện ảnh và Truyền hình được tổ chức lại thành Cuc Phát thanh, Điện ảnh và Truyền hình Trung Quốc. Tháng 3 năm 2013, Quốc vụ viện công bố kế hoạch sáp nhập Cục Phát thanh, Điện ảnh và Truyền hình Trung Quốc với Tổng cục Báo chí và Xuất bản Trung Quốc để thành lập Tổng cục Báo chí và Xuất bản, Phát thanh, Điện ảnh và Truyền hình Trung Quốc.
Tháng 3 năm 2018, SAPPRFT bị bãi bỏ và các chức năng của phim điện ảnh và quy định của ngành công nghiệp truyền hình sẽ trực thuộc Đảng Cộng sản Trung Quốc, Ban Tuyên truyền Trung ương Đảng Cộng sản Trung Quốc thay vì Quốc vụ viện.

## Thể chế

### Tổ chức nội bộ
- Văn phòng
- Phòng Chính sách và Quy chế
- Bộ phận công khai
- Kịch truyền hình
- Phòng quản lý truyền thông
- Phòng quản lý chương trình nghe nhìn trực tuyến
- Phòng phát triển tích hợp truyền thông
- Bộ phận Khoa học và Công nghệ
- Bộ phận bảo vệ truyền dẫn an ninh
- Phòng Kế hoạch và Tài chính
- Dịch vụ công cộng
- Sở hợp tác quốc tế (Văn phòng Hồng Kông, Ma Cao và Đài Loan)
- Phòng nhân sự
- Đảng ủy Trung Quốc
- Văn phòng cán bộ hưu trí

### Tổ chức trực thuộc
- Cơ quan Phát thanh Đài phát thanh và truyền hình Trung Quốc
- Trung tâm giám sát và quản lý truyền hình và phát thanh Trung Quốc
- Trung tâm Cục phát thanh và truyền hình quản lý Đài phát thanh và truyền hình vệ tinh trực tiếp Trung Quốc
- Trung tâm nghiên cứu phát triển văn phòng phát sóng video đài phát thanh và truyền hình Trung Quốc
- Trung tâm quản lý thông tin truyền hình và phát thanh Trung Quốc
- Viện nghiên cứu khoa học phát thanh truyền hình Trung Quốc
- Viện quy hoạch phát thanh và truyền hình Trung Quốc
- Trung tâm dịch vụ quản lý truyền hình và phát thanh quốc gia (Văn phòng dịch vụ tổ chức, Trung tâm quản lý tài sản)
- Viện đào tạo quản lý truyền hình và phát thanh quốc gia (Trung tâm đào tạo)
- Trung tâm Trao đổi tài năng Đài phát thanh, Điện ảnh và Truyền hình thuộc Cục phát thanh và Truyền hình Trung Quốc
- Trung tâm sản xuất chương trình truyền hình vệ tinh và truyền hình quốc gia

### Đơn vị trực thuộc doanh nghiệp
- Công ty phát thanh và truyền hình Trung Quốc trực tuyến
- Nhà xuất bản phát thanh điện ảnh và truyền hình Trung Quốc
- Tập đoàn phát thanh truyền hình Trung Quốc
- Công ty truyền hình cáp Trung Quốc (Trực thuộc Cục Quản lý Nhà nước về Thuế và đơn vị ký quỹ của Công ty Phát thanh và Truyền hình trực tuyến)

### Nhóm giám sát xã hội
- Liên đoàn tổ chức xã hội về Phát thanh, Điện ảnh và Truyền hình Trung Quốc
- Ủy ban nghệ thuật truyền hình Trung Quốc